# 차박- 살인과 낭만의 밤
"차박- 살인과 낭만의 밤"은 2023년에 개봉한 대한민국의 영화이다.

## 캐스팅
- 데니 안 : 수원 역
- 김민채 : 미유 역
- 한민엽 : 환호 역
- 김태균 : 홍빈 역
- 홍경인 : 영태 역
- 이윤지 : 수진 역
- 김학철 : 김회장 역
- 임효진 : 경비 역
- 채이 : 어린 미유 역
- 최민성 : 어린 홍빈 역
- 김정문 : 큰 아버지 역
- 임인정 : 어머니 역
- 지연애 : 가정부 역
- 조권상 : 홍빈 운전기사 역